# Margrit Rainer
Margrit Rainer (9 de febrero de 1914 - 10 de febrero de 1982) fue una artista de cabaret y actriz teatral y cinematográfica suiza.

## Biografía
Nacida en Zúrich, Suiza, su verdadero nombre era Margrit Rosa Sandmeier. Se formó como técnico de laboratorio antes de entrar a trabajar a los 20 años de edad en el Cabaret Cornichon, en el cual siguió actuando hasta 1959. Otros cabarets en los que actuó fueron Resslirytti, Bäretatze y Nebelhorn, y en 1959 se incorporó al Theater am Hechtplatz, en Zúrich.
Su principal compañero artístico, tanto en la pantalla como en el teatro, fue Ruedi Walter. Además de sus actuaciones cinematográficas, hizo importantes papeles en obras teatrales y en musicales como Guet Nacht Frau Seeholzer, Holiday in Switzerland, Bibi Balù y Die kleine Niederdorfoper. 
Muchas de las canciones cantadas por ella (especialmente las de los musicales), forman parte de la historia de la música y la canción suiza: Helvetia im Himmel (1962), Ja d’Liebi macht eim riich (1975), Mis Chind (1968/1978) o Quand on n’a pas ce qu’on aime (1952). Además, grabó diferentes discos, también acompañada por Ruedi Walter.
Margrit Rainer colaboró también de manera habitual con el actor Inigo Gallo. Rainer falleció en 1982 en Zúrich, Suiza. Fue enterrada en el Cementerio Enzenbühl de Zúrich. Había estado casada con el también actor Fritz Pfister.</ref> She was buried at Enzenbühl cemetery in Zürich-Weinegg alongside Inigo Gallo and his wife from first marriage.

## Selección de su filmografía

### Cine
- 1935: Zyt ischt Gält
- 1941: De Hotelportier
- 1951: Wahrheit oder Schwindel?
- 1952: Palace Hotel
- 1952: Ein Lied vom Reisen
- 1952: Heidi
- 1954: Ein froher Tag
- 1955: Heidi und Peter
- 1955: Polizischt Wäckerli
- 1957: Spalebärg 77 A
- 1957: Der 10. Mai
- 1957: Glück mues me ha
- 1958: Zum goldenen Ochsen
- 1958: Die Käserei in der Vehfreude
- 1959: Hinter den sieben Gleisen
- 1960: Anne Bäbi Jowäger – 1ª parte: Wie Jakobli zu einer Frau kommt
- 1960: An heiligen Wassern
- 1961: Anne Bäbi Jowäger – 2ª parte: Jakobli und Meyeli
- 1961: Demokrat Läppli
- 1962: Der 42. Himmel
- 1964: Geld und Geist
- 1966: Polizist Wäckerli in Gefahr
- 1968: Sommersprossen
- 1968: Die 6 Kummer-Buben
- 1970: Pfarrer Iseli
- 1971: Der Kapitän
- 1980: Der Erfinder

### Televisión
- 1968: Die 6 Kummer-Buben
- 1973: Ein Fall für Männdli
- 1974: My Frau
- 1976: Hurra, en Bueb!
- 1978: Die kleine Niederdorfoper
- 1979: D'Muetter wott nur s'Bescht
- 1981: Potz Millione

## Piezas teatrales
- 1950: Ganz unverbindlich
- 1950: Schöni Luftballönli
- 1952, 1978: Die kleine Niederdorfoper
- 1954: Himmelbett
- 1954, 1966, 1981: Der schwarze Hecht
- 1962: Zürcher Ballade
- 1963: Spalebärg 77a
- 1963: Gerettet
- 1964: Bibi Balù
- 1964: Und gäll, wie gseit
- 1967: Golden Girl
- 1969: Guet Nacht Frau Seeholzer
- 1969: Pfarrer Iseli
- 1974: My Frau – der Chef
- 1974: Potz Millione
- 1974: D'Muetter wott nur s'Bescht

## Programas radiofónicos
- 1955–1965: Spalebärg 77 A – bis Ehrsams zem schwarze Kaffi
- 1955–1956: Oberstadtgass
- Polizischt Wäckerli
- Anneli – Erlebnisse eines kleinen Landmädchens
- 1969: Helvetiastrasse 17 – Pfarrer Iselis erster Fall
- 1970: Pfarrer Iseli – Sein zweiter Fall
- S brav Tüüfeli
- Die Zauberorgel
- 1970: Jim Knopf und Lukas der Lokomotivführer
- 1972: Hans im Glück – oder die Reise nach Pitschiwaya